# Patrik Bordon
Patrik Bordon, slovenski nogometaš, * 8. april 1988.

## Življenjepis
Leta 2022 je bil član kluba Akhaa Ahli Aley. Igra na poziciji napadalca.

## Klubska kariera
| Sezona | Klub      | Država | Liga | Nastopov | Golov |
| ------ | --------- | ------ | ---- | -------- | ----- |
| 2019   | Panevėžys | Litva  | I    | 13       | 6     |